# Kościół św. Wojciecha w Mościcach
Kościół pw. św. Wojciecha w Mościcach – katolicki kościół filialny zlokalizowany we wsi Mościce w gminie Witnica, w powiecie gorzowskim (województwo lubuskie). Należy do parafii św. Antoniego w Kamieniu Wielkim.

## Historia

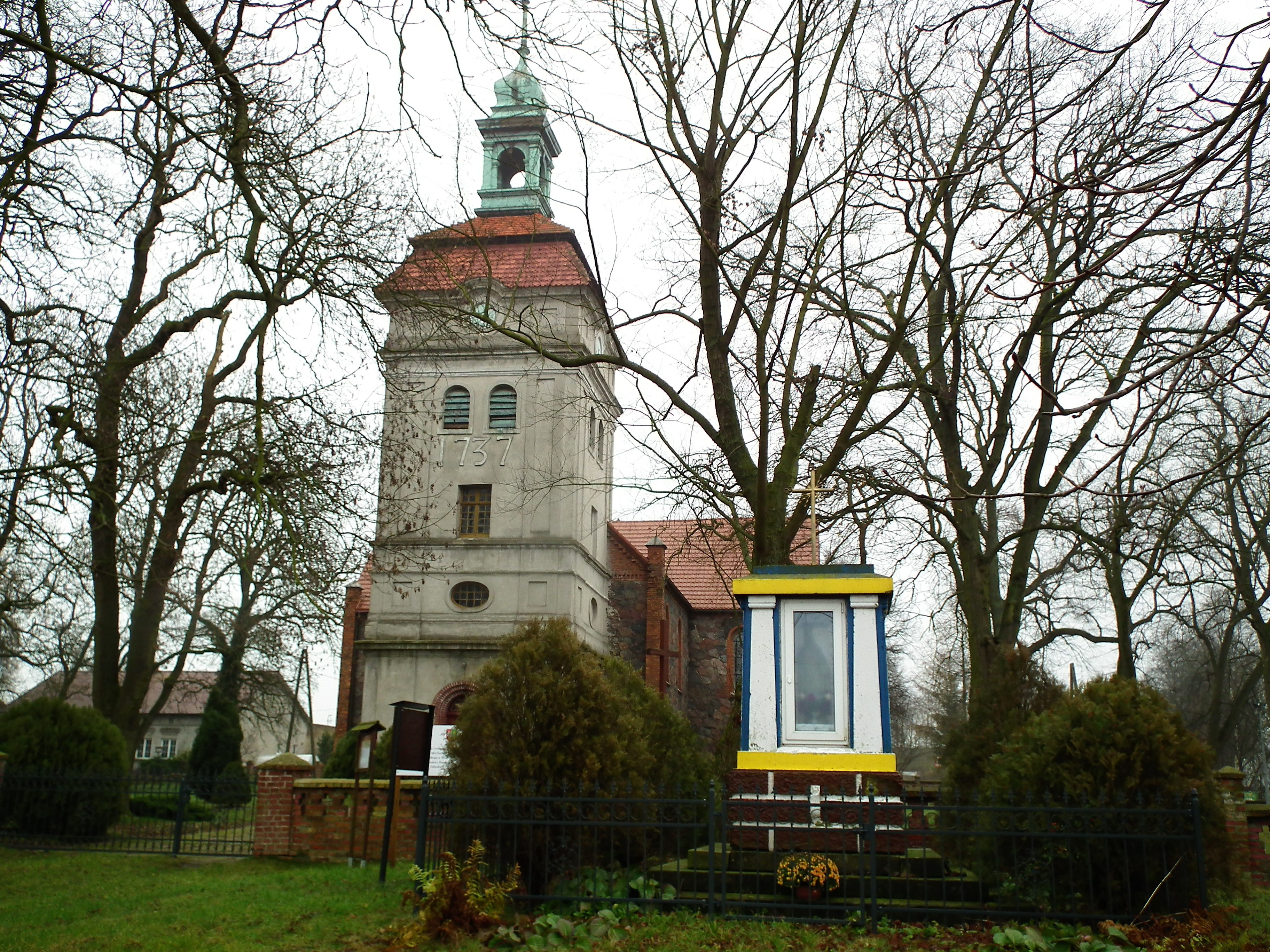
Wieża z datą budowy i kapliczka na bazie pomnika poległych w I wojnie światowej

Kościół we wsi stał przed rokiem 1337. Dziesięć lat wcześniej wspomniany był tutejszy pleban. Do XVI wieku parafia w Mościcach była nadrzędna w stosunku do Kamienia Wielkiego (obecnie jest odwrotnie). W dobie reformacji obiekt przejęli protestanci. Od 1959 kościół jest świątynią filialną parafii w Kamieniu Wielkim. W początku XXI wieku konserwacji poddano witraże.
Obiekt wybudowano w latach 1867–68, zaś wieżę w 1737 (duża data na tynku, kilkakrotnie remontowana jeszcze przed 1945). Powstał na bazie zdewastowanego podczas wojny siedmioletniej wcześniejszego, kamiennego kościoła.

## Architektura
Kościół składa się z dwóch różniących się zasadniczo formą części: wzniesionego na planie krzyża kamienno-ceglanego korpusu nawowego oraz barokowej wieży, która jest otynkowana. Wnętrze posiada skromne wyposażenie.

## Otoczenie
Kościół dawniej otaczał cmentarz, z którego nie pozostały żadne nagrobki (część wyrzucono do dołów pokopalnianych zlokalizowanych w pobliżu). Przed ogrodzeniem kościelnym znajdują się pozostałości pomnika mieszkańców wioski poległych w I wojnie światowej, które zostały przystosowane do funkcji kapliczki.